# Andrés Tello
Andrés Felipe Tello Muñoz (Medellín, 6 september 1996) is een Colombiaans voetballer die bij voorkeur als middenvelder speelt. Hij tekende in 2015 bij Juventus, dat hem direct verhuurde aan achtereenvolgens Cagliari en Empoli.

## Clubcarrière
Tello doorliep de jeugdopleiding van Envigado FC. Hier debuteerde hij op 14 april 2014 in het eerste elftal, in een competitiewedstrijd tegen Deportivo Cali. Hij maakte op 9 november 2014 zijn eerste competitiedoelpunt, tegen Alianza Petrolera. Envigado verhuurde Tello in de wintertransferperiode 2015 voor een half jaar aan Juventus, dat hem daarna definitief overnam. De Italiaanse club verhuurde hem direct voor een jaar aan Cagliari. Daarmee werd hij gedurende het seizoen 2015/16 kampioen in de Serie B. Juventus verhuurde Tello in juli 2016 opnieuw. Ditmaal aan Empoli, de nummer tien in de Serie A in het voorgaande seizoen.

## Interlandcarrière
Tello nam in 2014 met Colombia –20 deel aan het Toulon Espoirs-toernooi en in 2015 aan het Zuid-Amerikaans kampioenschap voor spelers onder 20 jaar in Uruguay.

## Erelijst
| Supercoppa | 1x | 2015 |